# Liste der Bodendenkmale in Dassel
In der Liste der Bodendenkmale in Dassel sind die Bodendenkmale der niedersächsischen Gemeinde Dassel aufgeführt. Die Quelle ist der Denkmalatlas Niedersachsen. 

Dassel im Landkreis Northeim

Der Stand der Liste ist der 2. Februar 2025.

## Allgemein
In den Spalten finden sich folgende Informationen des Bodendenkmales:
| Lage         | geographische Koordinaten                                                           |
| Bezeichnung  | Bezeichnung lt. Denkmalatlas                                                        |
| Beschreibung | Beschreibung lt. Denkmalatlas                                                       |
| ID           | Objekt-ID                                                                           |
| Bild         | Bild, ggf. zusätzlich mit Link zu weiteren Fotos im Medienarchiv Wikimedia Commons. |

## Amelsen
| Lage                       | Bezeichnung              | Beschreibung | ID       | Bild |
| -------------------------- | ------------------------ | --- | -------- | ---- |
| 51° 50′ 3″ N, 9° 45′ 42″ O | Amelsen 4, Scheibenkreuz | Scheibenkreuzstein aus rotem Sandstein. H. 1,3 m, Br. 0,68 m, D. 0,17 m. Vorderseite: auf vertieftem Grund ein gotisches Kreuz mit breit angelegten Nasen in einem schriftlosen Ring. Unter dem Scheibenkreuz auf der linken Seite eine große eingerillte Pflugschar. Rückseite: griechisches Kreuz mit parallel verlaufenden Balken in einem eingerillten Scheibenring. Vor der Verkoppelung stand das Denkmal im „Kleinen Felde“, nach der Verkoppelung sekundäre Verwendung als Trittplatte vor einem Haus; seit 09/1926 wieder an der alten Stelle aufgestellt. Der Sage nach hat sich ein Bauer beim Pflügen während des Gottesdienstes totgepflügt. | 34819611 | BW   |

## Dassel
| Lage                        | Bezeichnung                    | Beschreibung | ID       | Bild |
| --------------------------- | ------------------------------ | --- | -------- | ---- |
| 51° 47′ 37″ N, 9° 41′ 53″ O | Dassel 31, Wallanlage Burgberg | Halbovale nach NW offene Befestigung. Erhalten ist gegen O, ONO und weniger ausgeprägt nach SO, S und SW ein Wall mit vorgelagertem Graben. Dm. von Wallkrone zu Wallkrone 100 – 120 m. Graben im O bis zu ca. 20 m breit und bis zu 4 m tief. | 34817791 |      |
| 51° 48′ 3″ N, 9° 41′ 21″ O  | Dassel 32, Scheibenkreuz       | Scheibenkreuzstein aus rotem Sandstein. H. 1,7 m, Br. 0,69 m, D. 0,22 m, H. mit Sockel 2,4 m. Beide Seiten des sehr aufwendig gearbeiteten Steines zeigen bildhafte Darstellungen. Lt. Inschrift im Jahre 1325 aufgestellt. Die Inschrift bezieht sich vermutlich auf Irmingard, Gattin des Grafen Ludolf V. von Dassel, deren Existenz am Anfang des 14. Jhs. urkundlich bezeugt ist. | 34819496 | BW   |
| 51° 47′ 19″ N, 9° 41′ 29″ O | Dassel 33, Scheibenkreuz       | Scheibenkreuzstein aus rotem Sandstein. H. 1,1 m, Br. 0,5 m, D. 0,17 m. Die Schauseite zeigt aus vertieftem Grund ein nasenbesetztes gotisches Scheibenkreuz. Die Enden der Kreuzbalken sind eingekehlt. Im Kreuzungsfeld ist ein kleines Kreuz eingekerbt. Unterhalb der Scheibe wird der Schaft des Kreuzes fortgeführt. In den Feldern links und rechts neben dem Schaft sind tiefe Bearbeitungsspuren gut erhalten. Auf der Rückseite sitzt in einem eingerillten Rhombus ein eingetieftes Kreuz, das 2,5 cm tief ist. Der Rhombus steht auf einem eingerillten Schaft, der nahtlos in die gerillte Umrandung übergeht. Die im Vergleich zur Vorderseite sehr einfache Bearbeitungstechnik der Rückseite lässt auf eine spätere Bearbeitung schließen (Müller/Baumann 1988, s. Lit.). | 34819401 |      |
| 51° 48′ 3″ N, 9° 41′ 22″ O  | Dassel 36, Scheibenkreuz       | Scheibenkreuzstein aus rotem Sandstein. H. 0,84 m, Br. 0,65 m, D. 0,11 m. Fragmentarisch erhalten. Vom ehemaligen Kreuz sind noch Teile eines Lilienkreuzes zu erkennen, in dessen Zentrum eine mit Nasen besetzte Scheibe ein griechisches Balkenkreuz umschließt. An der rechten Seite des Steines ist noch eine Spruchleiste zu erkennen. | 34819402 | BW   |
| 51° 48′ 11″ N, 9° 41′ 28″ O | Dassel 117, Stadtbefestigung   | In annähernd rundovalem Verlauf mit Stadtmauer und außen vorgelagertem Graben. Stadtmauerreste erhalten im S. Stadtmauer aus Sandstein. H. außen bis 4 m, H. innen bis 2,2 m, Br. ca. 1 m. Im Süden ein Eingangsportal des Burgmannhofes mit Wappen der Herren von Rauschenplat. Ehemalige Tore vermutlich im W im Zuge der Oberen Straße (Oberes Tor) und im O im Bereich der Bahnhofstraße (Unteres Tor). Das Gelände des eingeebneten Grabens liegt meist tiefer als der Stadtkern, besonders im S und NO. - Teilstück ID: 35391102 | 34819548 |      |

### Dassel 9
- ID:34818727
- Grabhügelfeld.

| Lage                        | Bezeichnung | Beschreibung | ID       | Bild |
| --------------------------- | ----------- | --- | -------- | ---- |
| 51° 47′ 50″ N, 9° 39′ 46″ O | Dassel 9    | Durchmesser ca. 7 m und Höhe ca. 0,4 m. Annähernd rund.                                                                      | 34818728 | BW   |
| 51° 47′ 49″ N, 9° 39′ 43″ O | Dassel 40   | Durchmesser ca. 8 m und Höhe ca. 0,5 m. Rund.                                                                                | 34818795 | BW   |
| 51° 47′ 49″ N, 9° 39′ 42″ O | Dassel 41   | Durchmesser ca. 6 m und Höhe ca. 0,4 m. Annähernd rund.                                                                      | 34818796 | BW   |
| 51° 47′ 47″ N, 9° 39′ 42″ O | Dassel 42   | Durchmesser ca. 8 m und Höhe ca. 0,5 m. Annähernd rund.                                                                      | 34818797 | BW   |
| 51° 47′ 47″ N, 9° 39′ 40″ O | Dassel 43   | Durchmesser ca. 7 m und Höhe ca. 0,4 m. Annähernd rund. Zwei Steine, davon eine größere Sandsteinplatte ragen aus dem Boden. | 34818820 | BW   |
| 51° 47′ 51″ N, 9° 39′ 28″ O | Dassel 44   | Durchmesser ca. 7 m und Höhe ca. 0,5 m. Annähernd rund.                                                                      | 34818821 | BW   |
| 51° 47′ 51″ N, 9° 39′ 32″ O | Dassel 45   | Durchmesser ca. 9 m und Höhe ca. 0,5 m. Annähernd rund. Einkuhlungen, besonders im NO-Bereich.                               | 34818822 | BW   |
| 51° 47′ 51″ N, 9° 39′ 36″ O | Dassel 46   | Durchmesser ca. 6 m und Höhe ca. 0,3 m. Annähernd rund.                                                                      | 34818892 | BW   |
| 51° 47′ 46″ N, 9° 39′ 33″ O | Dassel 47   | Durchmesser ca. 10 m und Höhe ca. 0,5 m. Annähernd rund.                                                                     | 34819365 | BW   |
| 51° 47′ 47″ N, 9° 39′ 44″ O | Dassel 48   | Durchmesser ca. 10 m und Höhe ca. 0,4 m. Annähernd rund. Oberfläche durch Rodung geschürft.                                  | 34819366 | BW   |

### Dassel 10
- ID:34819745
- Grabhügelfeld aus mindestens 27 teils fraglichen Hügeln auf einer Fläche von max. 350 m (WSW-ONO) × 170 m. In den meisten Fällen sind Steine des im Solling anstehenden Buntsandsteins oberflächlich sichtbar. Ein Teil hat Hanglage und ist leicht abgerutscht, drei bis vier sind durch Waldwege und Traktorspuren leicht gestört. Alle sind von kleiner bis mittlerer Größe (ca. 6 m bis 10 m Dm.).

| Lage                        | Bezeichnung | Beschreibung                                                            | ID       | Bild |
| --------------------------- | ----------- | ----------------------------------------------------------------------- | -------- | ---- |
| 51° 47′ 23″ N, 9° 38′ 53″ O | Dassel 50   | Durchmesser ca. 7,4 m. Rund. Sehr eindeutig, große Steine.              | 34817047 | BW   |
| 51° 47′ 22″ N, 9° 39′ 3″ O  | Dassel 52   | Rund. Große Steine.                                                     | 34817159 | BW   |
| 51° 47′ 25″ N, 9° 39′ 4″ O  | Dassel 56   | Kreisförmig mit tw. großen Steinen, mit starkem Baumbestand.            | 34817175 | BW   |
| 51° 47′ 25″ N, 9° 39′ 3″ O  | Dassel 57   | Mit zahlreichen sehr großen Steinen.                                    | 34817176 | BW   |
| 51° 47′ 25″ N, 9° 39′ 5″ O  | Dassel 59   | Mit sehr großen stark bemoosten Steinen.                                | 34817222 | BW   |
| 51° 47′ 25″ N, 9° 39′ 5″ O  | Dassel 60   | Mit sehr großen stark bemoosten Steinen.                                | 34817222 | BW   |
| 51° 47′ 24″ N, 9° 38′ 56″ O | Dassel 61   | Rand gut abgesetzt, tw. durch Waldweg geschnitten, starker Baumbewuchs. | 34817264 | BW   |
| 51° 47′ 25″ N, 9° 38′ 58″ O | Dassel 64   | Gut erkennbar, teilweise mit Umgrenzungssteinen.                        | 34817318 | BW   |
| 51° 47′ 23″ N, 9° 39′ 0″ O  | Dassel 66   | Gut erkennbar, viele Steine.                                            | 34817319 | BW   |
| 51° 47′ 23″ N, 9° 38′ 58″ O | Dassel 67   | Gut erkennbar, viele Steine.                                            | 34817340 | BW   |
| 51° 47′ 23″ N, 9° 38′ 58″ O | Dassel 68   | Gut erkennbar, keine Steine.                                            | 34817341 | BW   |
| 51° 47′ 22″ N, 9° 38′ 56″ O | Dassel 73   | Klein und relativ flach, einige Steine.                                 | 34817522 | BW   |

## Hunnesrück
| Lage                       | Bezeichnung                         | Beschreibung | ID       | Bild           |
| -------------------------- | ----------------------------------- | --- | -------- | -------------- |
| 51° 49′ 15″ N, 9° 41′ 0″ O | Hunnesrück 1, Burg/Ruine Hunnesrück | Im N, O und S von 2 Wällen (Br. ca. 5 m, H. ca. 1 m) mit innenliegendem Graben (Br. ca. 10 m, T. bis 3 m) umgeben. An südwestl. Seite Gelände steil abfallend. Mauerfundamente im Bereich der Hauptburg. Gesamtanlage ca. 210 × 130 m. Außer zwei Gräben sind nur noch Mauerreste im Bereich der Hauptburg erhalten und im Außenbereich die einer Belagerungsschanze. | 34819842 | Weitere Bilder |
| 51° 49′ 21″ N, 9° 43′ 6″ O | Hunnesrück 6, Erichsburg            | Ehemals frühneuzeitliche vierflügelige Festungsanlage im Niederungsgebiet, später Schloss, von leicht trapezförmiger mächtiger Wall-Graben-Befestigung umgeben. L. ca. 250 (O-W) × 220 m. Wall- und Grabenanlage bis auf W-Flanke zum größten Teil erhalten. Wallsohl-Br. 27 – 30 m, H. bis 8 m, Graben wasserführend, Br. 15 – 35 m. Vom ehemaligen Gebäudebestand steht noch das dreigeschossige „Neue hohe Gebäude“ von 1604 bis 12 mit achteckigem Treppenturm in der Mitte der nördl. Langseite. | 34817579 | Weitere Bilder |

## Lauenberg
| Lage                        | Bezeichnung                           | Beschreibung | ID       | Bild           |
| --------------------------- | ------------------------------------- | --- | -------- | -------------- |
| 51° 46′ 4″ N, 9° 45′ 33″ O  | Lauenberg 10, Kreuzstein (Angerstein) | Der Stein bildet eine Platte von 45 cm Stärke, ist aber verschiedentlich beschädigt, so dass kein vollkommenes Rechteck besteht. Die Größe beträgt 1,45 × 1,55 m; die Oberseite ist bis zu 6,5 cm eingetieft, so dass sie ganz flach muldenförmig wirkt. An der einen Seite sind sechs längliche Schleifrillen und drei Näpfchen, an der zweiten Seite vier Rillen und ein Näpfchen, an der dritten Seite drei Rillen und nicht ganz in der Mitte eine einzelne sehr große Rille eingetieft, wie man sie von Kirchportalen, Stadttoren und auch Sühnesteinen kennt. Wahrscheinlich ist der Stein als alter Gerichtstisch anzusehen. Er liegt in der Nähe der Allmende und wird heute noch zur öffentlichen Verlosung der Heukegel benützt. Die Rillen und Näpfchen weisen auf eine tiefere Bedeutung hin (s. Lit.). | 34819549 | BW             |
| 51° 45′ 58″ N, 9° 45′ 20″ O | Lauenberg 12, Löwenburg               | In markanter Position auf einem Felssockel erheben sich Mauerreste, die einst den S-Teil eines festen Gebäudes (Wohnturm oder wehrhafter Palas, Mushaus oder Kemenate) gebildet haben. Die Größe des Baues ist an Schuttwällen und Mauerkanten noch ablesbar. Nach Mirus (1981) war er etwa 11 auf 17 m groß gewesen. Der Mauerrest aus rotem Sandstein ist noch etwa 10 m hoch und 3 m breit. Von der SO-Ecke aus ging eine Verbindungsmauer nach O, deren Länge nicht bekannt ist. Um das Gebäude liegt - rechteckig angelegt - eine Terrasse. Außen wird sie durch einen Randwall gedeckt, der wiederum eine Mauer enthalten dürfte. Sie übernahm die Rolle des Grabens. Ältere Zeichnungen zeigen noch einen Maueransatz an der SO-Ecke des festen Hauses.                                                      | 34819841 | Weitere Bilder |
| 51° 45′ 15″ N, 9° 45′ 32″ O | Lauenberg 22, Wölbacker               | | 35406761 | BW             |
| 51° 45′ 12″ N, 9° 45′ 26″ O | Lauenberg 22, Terrassenacker          | Bis zu 9 parallele, steil geböschte Terrassen bis ca. 1 m H. in Abständen von 20 – 30 m. Terrassen überwiegend mit Trockenmauern aus Sandstein errichtet, die teilweise noch erhalten, eingestürzt bzw. verwaschen sind. Im zentralen Bereich besonders gut erhalten, hier Schutzfläche. Darüber hinaus sind einzelne Terrassen auch nach N, NW, S und SW erkennbar. Das Terrassenackerfeld gehörte vermutlich zur Flur der Wüstung Northagen | 34816949 | BW             |

## Lüthorst
| Lage                        | Bezeichnung               | Beschreibung | ID       | Bild |
| --------------------------- | ------------------------- | --- | -------- | ---- |
| 51° 50′ 49″ N, 9° 43′ 22″ O | Lüthorst 8, Burg Lüthorst | Ovaler Burgplatz und Reste des Walls sind noch zu erkennen. Das eigentliche Burgareal ist ca. 26 × 26 m groß. Im Norden und Osten ist noch eine Grabenmulde erkennbar. Außen ist es von einem 10 – 12 m breiten Wall eingefasst, der aber nicht mehr vollständig erhalten ist. Jenseits der Straße „Burggraben“ sollen sich noch weitere Wallzüge befunden haben, die aber im Gelände nicht mehr auffindbar sind. Nach einer Beschreibung aus dem Jahr 1831 hat die Burg unmittelbar nördlich an die Kirche angegrenzt, diese aber nicht eingeschlossen. | 34817579 | BW   |

## Mackensen
| Lage                        | Bezeichnung                | Beschreibung | ID       | Bild |
| --------------------------- | -------------------------- | --- | -------- | ---- |
| 51° 49′ 13″ N, 9° 39′ 52″ O | Mackensen 1, Scheibenkreuz | Der Schaft durchstößt die Scheibe. Er endet auf der Grundlinie eines Kreissegmentes, in dem links neben dem Schaft des Kreuzes - ebenfalls erhaben auf vertieftem Grunde - eine Pflugschar und rechts ein Sech dargestellt sind. Auf der Rückseite ist im Flachrelief ein Scheibenkreuz mit konisch verlaufendem Schaft herausgearbeitet. Die Balkenenden des Kreuzes in der Scheibe ähneln denen eines Lilienkreuzes. Stammt möglicherweise aus dem Gebiet der Wüstung Adelepsen bei Mackensen. | 34819551 | BW   |

## Portenhagen
| Lage                       | Bezeichnung                 | Beschreibung | ID       | Bild |
| -------------------------- | --------------------------- | --- | -------- | ---- |
| 51° 51′ 3″ N, 9° 45′ 44″ O | Portenhagen 2, Burg Barberg | Auf einem nach Westen gerichteten Sporn, der 80 m östlich seines Endes durch einen 45 m langen, leicht gebogenen Abschnittsgraben von max. 7 m Breite abgetrennt wird. Hinter dem Graben sind nach einer Berme Reste eines 7 m breiten und bis zu 1,80 m hohen Walles erhalten. Etwa in der Mitte führt eine neuere Erdbrücke über den Graben. Südlich davon könnte ein Versatz von einem alten Eingang zeugen. Nördlich der Mitte befindet sich hinter der Befestigung eine runde Umwallung von ca. 11 – 14 m Durchmesser mit einer inneren Eintiefung. Dabei dürfte es sich um die Reste eines Turms von ca. 8 m Durchmesser handeln. An der Spornspitze sind besonders im Nordwesten noch Spuren einer Befestigung in Form einer Böschung und Terrassierung zu erkennen. | 34818872 | BW   |